# Daniil Tarassov (hockey sur glace, 1999)
Pour les articles homonymes, voir Daniil Tarassov et Tarassov.
Daniil Vadimovitch Tarassov - en russe : Даниил Вадимович Тарасов et en anglais : Daniil Tarasov - (né le 27 mars 1999 à Novokouznetsk en Russie) est un joueur professionnel russe de hockey sur glace. Il évolue au poste de gardien de but. Il est le fils du joueur Vadim Tarassov.

## Biographie

### Carrière en club
Formé au Salavat Ioulaïev Oufa, il entame sa carrière en junior avec le Tolpar dans la MHL en 2017. En 2018, il joue ses premiers matchs en senior dans la KHL avec le Salavat Ioulaïev Oufa. 
Lors du repêchage d'entrée dans la LNH 2017, il est choisi au 3e tour, à la 86e position au total par les Blue Jackets de Columbus. Le 2 décembre 2021, il joue son premier match dans la Ligue nationale de hockey avec les Blue Jackets chez les Stars de Dallas.

### Carrière internationale
Il représente la Russie au niveau international. Il prend part aux sélections jeunes. Il remporte la médaille de bronze lors du championnat du monde junior 2019.

## Statistiques

### En club
| Saison    | Équipe                   | Ligue |    | Saison régulière | Saison régulière | Saison régulière | Saison régulière | Saison régulière | Saison régulière | Saison régulière | Saison régulière | Saison régulière | Saison régulière |   | Séries éliminatoires | Séries éliminatoires | Séries éliminatoires | Séries éliminatoires | Séries éliminatoires | Séries éliminatoires | Séries éliminatoires | Séries éliminatoires | Séries éliminatoires |
| Saison    | Équipe                   | Ligue | PJ | V                | D                | Pr/N             | Min              | BC               | Moy              | % Arr            | Bl               | Pun              | PJ               | V | D                    | Min                  | BC                   | Moy                  | % Arr                | Bl                   | Pun                  |                      |                      |
| 2018-2019 | Salavat Ioulaïev Oufa    | KHL   | 2  | 0                | 1                | 1                | 282              | 84               | 2,86             | 91,7             | 0                | 0                | -                | - | -                    | -                    | -                    | -                    | -                    | -                    | -                    |                      |                      |
| 2019-2020 | Ässät                    | Liiga | 41 | 11               | 17               | 9                | 2 251            | 102              | 2,72             | 89,9             | 1                | 0                | -                | - | -                    | -                    | -                    | -                    | -                    | -                    | -                    |                      |                      |
| 2020-2021 | Salavat Ioulaïev Oufa    | KHL   | 16 | 11               | 3                | 2                | 900              | 31               | 2,07             | 92,5             | 2                | 0                | 2                | 0 | 0                    | 44                   | 0                    | 0,00                 | 100,0                | 0                    | 0                    |                      |                      |
| 2020-2021 | Monsters de Cleveland    | LAH   | 6  | 4                | 2                | 0                | 361              | 19               | 3,16             | 89,6             | 0                | 0                | -                | - | -                    | -                    | -                    | -                    | -                    | -                    | -                    |                      |                      |
| 2021-2022 | Blue Jackets de Columbus | LNH   | 4  | 0                | 2                | 0                | 175              | 7                | 2,40             | 93,7             | 0                | 0                | -                | - | -                    | -                    | -                    | -                    | -                    | -                    | -                    |                      |                      |
| 2021-2022 | Monster de Cleveland     | LAH   | 11 | 5                | 3                | 3                | 668              | 34               | 3,06             | 89,3             | 0                | 0                | -                | - | -                    | -                    | -                    | -                    | -                    | -                    | -                    |                      |                      |
| 2022-2023 | Blue Jackets de Columbus | LNH   | 17 | 4                | 11               | 1                | 874              | 57               | 3,91             | 89,2             | 0                | 0                | -                | - | -                    | -                    | -                    | -                    | -                    | -                    | -                    |                      |                      |
| 2022-2023 | Monster de Cleveland     | LAH   | 11 | 5                | 5                | 0                | 561              | 36               | 3,85             | 88,2             | 0                | 0                | -                | - | -                    | -                    | -                    | -                    | -                    | -                    | -                    |                      |                      |
| 2023-2024 | Blue Jackets de Columbus | LNH   | 24 | 8                | 11               | 3                | 1 376            | 73               | 3,18             | 90,8             | 0                | 0                | -                | - | -                    | -                    | -                    | -                    | -                    | -                    | -                    |                      |                      |
| 2023-2024 | Monster de Cleveland     | LAH   | 4  | 2                | 1                | 0                | 210              | 9                | 2,57             | 91,5             | 0                | 0                | -                | - | -                    | -                    | -                    | -                    | -                    | -                    | -                    |                      |                      |